# Wonder Mike

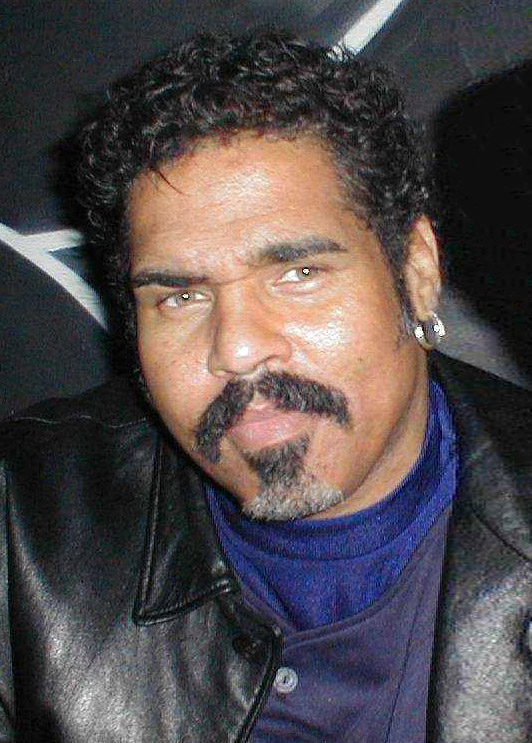
Wonder Mike in 2004 op een rave in Springfield, Massachusetts.

Wonder Mike (geboren als Michael Anthony Wright; Englewood, 30 april 1957) is een Amerikaanse old-school-rapper. Hij is bekend als lid van de Sugarhill Gang, een groep die eind jaren 70 de hitsingle 'Rapper's Delight' uitbracht.

## 2009
Na een flink aantal jaren uit beeld te zijn geweest maakt Wonder Mike, als lid van de Sugarhill Gang, samen met de Franse diskjockey Bob Sinclar een kleine comeback in 2009 met de 'Lala Song'.
- Biblioteca Nacional de España: XX1761137
- Bibliothèque nationale de France: cb160525288 (data)
- International Standard Name Identifier: 0000 0000 6155 5537
- Library of Congress Control Number: no98052325
- MusicBrainz: 2279c262-28ff-4fd2-a871-b3384df9d2e6
- Système universitaire de documentation: 160960223
- Virtual International Authority File: 7007926
- WorldCat: E39PBJcBYgk466F86wFk4T9bh3